# NIAGARA CM SPECIAL Vol.1
『NIAGARA CM SPECIAL Vol.1』（ナイアガラシーエムスペシャル ヴォリュームワン）は、1977年3月25日に発売されたNIAGARA CM STARS名義による大滝詠一のコンピレーション・アルバム。

## 解説
「CM用の楽曲だけ」を集めたアルバムで、日本で最初期に発売された「CM、ジングル集のレコード」と言われる。ほぼ全ての楽曲が1分にも満たない楽曲で占められているために、収録曲数の割に収録時間は短い。こういうアルバムは、1950〜60年代に数多くのCMソングを歌唱していた楠トシエが『みんなが知ってるコマーシャル・ソング集』を1960年に25cmLPでリリースした程度だった。
しかし、本作は結果としては当時のナイアガラ・レーベルにおいてトップ・セールスを記録している。この成功により、翌1978年にはゴダイゴがCMソングを集めたアルバム『CMソング・グラフィティ』を発売するなど、CMソングをレコード化することが徐々に可能になっていった。音楽界にあたえた影響及び功績は大きい。
また、CMソング集には珍しく、CM未使用曲も収められている。テレビがモノラル放送であった当時においてテレビ・モノラル用に制作したCMソングをステレオにリミックスしている。大滝曰く「CMソングもちゃんとした作品として発表している」との事である。また「このCMソング制作の時期に培われた音作りが後の作品に活かされている」とも言っている。
はっぴいえんど解散直後の1973年初頭、大瀧が初めて手がけたCM曲「Cider'73」（三ツ矢サイダー）から、1976年暮れに録音された「Cider'77」まで、約4年間のCM曲を収録。特に1973年〜1974年の曲は、大瀧の作品発表の場がCMだけであったこともあり、さまざまな実験が試みられている。また、CM制作時の別名義である多羅尾伴内による詳細なライナーノーツ、曲に忠実な歌詞カード（大きな文字で「歌詞かあど」と書いており、前作『GO! GO! NIAGARA』の初回プレス盤に歌詞カードが付けられていなかったこと踏まえ、“今回は歌詞カードがあります。歌詞をよく見て、お聴き下さい”との記述がある）が添付されていた。大瀧は25cm盤として発表したかったが叶わず、「価格だけは25cm盤並に」ということで2,000円で発売された。
大瀧によれば、とにかく前年（1976年）でアルバム・ネタも出し尽くしてしまったので、何も出すものがなくなり、いよいよCMしかない、という事で発表したが、意外にもオリコン30位代、ミュージック・ラボ20位代にランクされるという、当時のナイアガラとしては皮肉なことに一番売れたアルバムとなった（本作が売れた時も“同じCMで二度商売をした”とか、“こんなモン何で売れるんだ”という陰口は結構叩かれたという）。「サイダー」のCMの期間（1973年〜1977年）が終わったこの時点で、大瀧のCM活動は一段落を迎える。そして、ここまでがCMとしても作品としてもパワーがあった時期だったという。

## 収録曲

### Side-I (MONO)
1. Cider '73 '74 '75 '77
作詞：伊藤アキラ、作曲：多羅尾伴内
2. Cider '73 B-type〜C-type
作詞：伊藤アキラ、作曲：多羅尾伴内
3. アシアシ〜サマー・ローション
作詞：伊藤アキラ（アシアシ）、杉山登志（サマー・ローション）、作曲：多羅尾伴内
4. 若返り〜丈夫な夫婦〜コメッコ〜ココナッツ・コーン
作詞：博報堂（若返り）、電通（丈夫な夫婦、ココナッツ・コーン）、大阪博報堂（コメッコ）、作曲：多羅尾伴内
5. ジーガム 英語〜A-type〜B-type
作詞：村田洋子（英語）、伊藤アキラ、作曲：多羅尾伴内
6. クリネックス〜どんな顔するかな〜ムーチュ
作詞：屋宜博（クリネックス）、博報堂（どんな顔するかな）、大瀧詠一（ムーチュ）、作曲：多羅尾伴内
7. ドレッサーI 30"〜15"〜ドレッサーII
作詞：電通、作曲：多羅尾伴内
8. 土曜の夜の恋人に
作詞・作曲：大瀧詠一

### Side-II (STEREO)
1. Cider '73 '74 '75 '77 (Vocal & Inst.)
2. Cider '73 '74 '75 '77
3. クリネックス
4. ドレッサーII〜III (Vocal & Inst.)
5. 土曜の夜の恋人に (Vocal & Inst.)

## クレジット
| Side-I (MONO) | Side-I (MONO)    | Side-I (MONO) | Side-I (MONO)            | Side-II (STEREO) | Side-II (STEREO)              | Side-II (STEREO) | Side-II (STEREO)         |
| ------------- | ---------------- | ------------- | ------------------------ | ---------------- | ----------------------------- | ---------------- | ------------------------ |
| 1             | Cider '73 A-Type | 11            | コメッコ                 |                  | Cider '73                     |                  | Cider '77 (60")          |
| 2             | Cider '74        | 12            | ココナッツ・コーン       |                  | Cider '74                     |                  | クリネックス・ティシュー |
| 3             | Cider '75        | 13            | ジーガム（オーディョン） |                  | Cider '75                     |                  | ドレッサー II            |
| 4             | Cider '77        | 14            | ジーガム（改作版）       |                  | Cider '77                     | 25               | ドレッサー III           |
| 5             | Cider '73 B-Type | 15            | クリネックス・ティシュー | 21               | Cider '73（女性ヴォーカル）   |                  | 土曜の夜の恋人に         |
| 6             | Cider '73 C-Type | 16            | どんな顔するかな         | 22               | Cider '73 (re-arrange)        |                  |                          |
| 7             | アシ・アシ       | 17            | ムーチュ                 | 23               | アカペラ・コーラス            |                  |                          |
| 8             | Summer-Lotion    | 18            | ドレッサーI              | 24               | Cider '74（ニュー・ソウル変） |                  |                          |
| 9             | 若返り           | 19            | ドレッサーII             |                  | Cider '74（メレンゲ辺）       |                  |                          |
| 10            | 丈夫な夫婦       | 20            | 土曜の夜の恋人に         |                  | Cider '75（Sax編）            |                  |                          |

| ❶ |  | - Cider '73 A-Type - Dr. 原田裕二 - Bass. アラン・メリル - Piano. 大野克久 - Sax. 村岡建 - Chorus. シンガーズ・スリー - Recorded. FEB. 26th MAR. 28th at KRC.                                                                                 |
|   |  | |
| ❷ |  | - Cider '74 - Dr. 林立夫 - Bass. 細野晴臣 - Keyboards. 松任谷正隆 - Gt. 伊藤銀次 - Horns. 村岡建セクション - Chorus. シンガーズ・スリー & シュガー・ベイブ - Flute. Unknown - Percussions. ヒマな人達 - Recorded. JAN. 16th, 17th at Polydor. |
|   |  | |
| ➍ |  | - Cider '77 - Dr. 上原“ユカリ”裕 - Bass. 寺尾“学生アルバイト”次郎 - Piano. 井上鑑 - Gt. 村松“自家営業”邦男 - Chorus. Jack Tones - Horns. 稲垣次郎セクション - Bells. 関口、谷川、神 - Marimba. イーハトヴ・田五三九                           |
|   |  | |
| ❺ |  | - Cider '73 C-Type - Bass. 南部半九郎 - 12弦. 金田一幸助 - Bongo. イーハトヴ・田五三九 |
|   |  | |
| ❻ |  | - アシアシ - Rhythm. ごまのはえ（ユカリ、スミやん、ギンジ、Pooh） - Mandolin. 伊藤“ワタル”銀次 - Accordion. Unknown - A･Gt. 金田一幸助 |
|   |  | |
| ❼ |  | - Summer-Lotion - Rhythm. ごまのはえ - Chorus. Gomano Brothers (Pooh & Ginji) |
|   |  | |
| ❽ |  | - 若返り - Dr, Bass, Piano. Unknown - Chorus. ブレッスン・フォー |
|   |  | |
| ❾ |  | - 丈夫な夫婦 - Dr, Bass, Piano. （若返りと同じ）Unknown - A･Gt. 金田一幸助 - Marimba. Unknown |
|   |  | |
| ⓫ |  | - コメッコ - Rhythm. ごまのはえ - Chorus. のこいのこ and 護摩野一家 |
|   |  | |
| ⓬ |  | - ココナッツ・コーン - Dr. Unknown - Bass. 稲葉国光 - Gt, Piano, Percussion. Unknown - Chorus. ココナッツ・ボーイズ（Ginji, ダッチャ, ユカリ, 伴内） - Tambourine and ドラムカン. イーハトヴ・田五三九                                        |
|   |  | |
| ⓭ |  | - ジーガム - Rhythm. ココナッツ・バンク |
|   |  | |
| ⓮ |  | - ジーガム （改作版） - Dr. イーハトヴ・田五三九 - Bass. 南部半九郎 - Piano. 多羅尾伴内 - Marimba & Percussion. イーハトヴ・田五三九 - Chorus. シュガー・ベイブ - Sax. 村岡建 - Tuba. Unknown - Steel. 駒沢裕城                               |
|   |  | |
| ⓯ |  | - クリネックス・ティシュー - Dr. 林立夫 - Bass. 細野晴臣 - Keyboards. 今井 - Chorus. クマ & ターボー |
|   |  | |
| ⓰ |  | - どんな顔するかな - Rhythm. キャラメル・ママ - Chorus. クマ、村松、ミナコ、ターボー |
|   |  | |
| ⓱ |  | - ムーチュ - Chorus. Jack-Tones |
|   |  | |
| ⓲ |  | - ドレッサーI - Dr. 上原“ユカリ”裕 - Bass & スプーン. 松田幸一 - Percussions. 全員 - Chorus. ブレッスン・フォー & Unknown |
|   |  | |
| ⓳ |  | - ドレッサーII - Dr, Percussion. 上原“ユカリ”裕 - Bass. 小原礼 - Piano. 岡田徹 - Gt. 金田一幸助 - Horns. 稲垣セクション |
|   |  | |
| ⓴ |  | - 土曜の夜の恋人に - Dr. 上原“ユカリ”裕 - Bass. 寺尾次郎 - Piano. 坂本龍一 - Gt. 山下達郎 & 伊藤銀次 - Percussion. イーハトヴ・田五三九 - Kazoo. 内気なイーチ - Chorus. Jack-Tones                                                            |

### スタッフ
| Studios : | ONKIO, SONY, COLUMBIA, 45 |

| Mix-down Engineer : 笛吹銅次  |
| Mastering Engineer : 時枝一博 |
| Assistants : 後藤博、谷川恰   |
| Photo by : 常世昌利           |

| Special thanks to : | - ON Associates、P.M.P. - 電通、博報堂、アサヒビール、 - 十條キンバリー、シチズン、 - 花王石鹼 |

| Produced by | - 大瀧詠一 - For The Niagara Enterprises, Inc. |

| ポスター提供 : 朝日麦酒、シチズン時計 |

## 関連作品
- ライジングチャートバンド「ナイアガラ・CM BOX」（1982年発売） - 大滝詠一が手がけたCM曲をメドレー演奏した楽曲（使用曲は「A面で恋をして」「Cider '73」「カナリア諸島にて」「大関」「風立ちぬ」「ドレッサー」「君は天然色」「Cider '74」「ムーチュ」）。化粧品のCMソングをメドレー演奏した「化粧なおしでメイク・ダウン?」とのカップリングでシングルレコード（CBS・ソニー 07SH 1227）として発売された。
- のこいのこ『のこいのこ大全』（2006年6月21日発売） - 『ナイアガラCMスペシャル』と同じく、CM用の楽曲だけを集めたアルバム。「コメッコ」の別ヴァージョンを収録[book 3]。

## リリース履歴
| #  | 発売日        | リリース                                    | 規格                   | 品番                        | 備考 |
| -- | ------------- | ------------------------------------------- | ---------------------- | --------------------------- | --- |
| 1  | 1977年3月25日 | ナイアガラ ⁄ コロムビア                     | LP                     | LZ-7005-E (NGLP-509,510-CM) | - 『NIAGARA CM SPECIAL Vol.1』 - ライナーに多羅尾伴内の解説付き。また、歌詞かあども付いている。 |
| 2  | 1981年4月1日  | ナイアガラ ⁄ CBSソニー                      | LP                     | 23AH 1244 (NGLP-509,510-CM) | - 『NIAGARA CM SPECIAL Vol.1 2nd Issue』 - イエロー・レーベルに変更。25cm盤になり、解説と歌詞かあどが省略される。また、新曲追加、差し替えなどがあり、“2nd Issue”となる。                                                       |
| 3  | 1981年4月1日  | ナイアガラ ⁄ CBSソニー                      | CT                     | 23KH 964                    | 『NIAGARA CM SPECIAL Vol.1 2nd Issue』 |
| 4  | 1981年12月2日 | ナイアガラ ⁄ CBSソニー                      | LP                     | 00AH 1385 (NGLP-509,510-CM) | - 『NIAGARA CM SPECIAL Vol.1 2nd Issue』 - 『NIAGARA VOX』(9LP:00AH 1381~9)の中の一枚。 |
| 5  | 1982年10月1日 | ナイアガラ ⁄ CBSソニー                      | - LP - CT              | 15AH 1515 (NGLP-537,538-CM) | - 『NIAGARA CM SPECIAL Vol.2』 - 30センチ45回転盤。 |
| 6  | 1982年10月1日 | ナイアガラ ⁄ CBSソニー                      | CT                     | 15KH 1217                   | 『NIAGARA CM SPECIAL Vol.2』 |
| 7  | 1983年11月1日 | ナイアガラ ⁄ CBSソニー                      | CD                     | 35DH 28 (NGCD-10-CM)        | - 『NIAGARA CM SPECIAL Special Issue』 - CD用に『Vol.1』『Vol.2』を再編集したもの。「Cider'83」が加えられたほか、ヴァージョン違いに差しかわっている曲がある。初回盤にはアーティスト番号なし。                                  |
| 8  | 1986年6月1日  | ナイアガラ ⁄ CBSソニー                      | CD                     | 00DH 408 (NGCD-15-CM)       | - 『NIAGARA CM SPECIAL Vol.1 2nd Issue』 - 『NIAGARA CD BOOK I』(8CD:00DH 401~8)の中の一枚。23AH 1244のCD化。単独発売なし。 |
| 9  | 1995年3月24日 | ナイアガラ ⁄ ソニー                         | CD                     | SRCL 3215 (NGCD-0-OM)       | - 『NIAGARA CM SPECIAL』 - タイトル変更。ジャケットが『Vol.1』と同じになる。大滝詠一による新ライナーが入る。『Special Issue』とは曲順、収録内容が多少異なる。レーベルが赤になり、“SPECIAL EDITION”の外袋ステッカーが貼られる。 |
| 10 | 2007年3月21日 | ナイアガラ ⁄ ソニー                         | CD                     | SRCL 5007                   | - 『NIAGARA CM SPECIAL Vol.1 3rd Issue 30th Anniversary Edition』 - タイトル変更。笛吹銅次による2007年リマスター音源。“Rarities”14曲、“Fussa Demo”8曲を含む70曲収録。                                                          |
| 11 | 2011年3月21日 | ナイアガラ ⁄ ソニー                         | CD                     | SRCL 7504                   | - 『NIAGARA CM SPECIAL Vol.1』 - 『NIAGARA CD BOOK I』(12CD:SRCL 7500~11)の中の一枚、新規リマスター音源。 |
| 12 | 2014年3月19日 | ナイアガラ ⁄ ソニー                         | デジタル・ダウンロード | –                           | - 『NIAGARA CM SPECIAL Vol.1』 - 通常音質（全34曲：AAC 128/320kbps） |
| 13 | 2015年3月21日 | ナイアガラ ⁄ ソニー・ミュージックレーベルズ | CD                     | SRCL 8704                   | - 『NIAGARA CM SPECIAL Vol.2』 - 『NIAGARA CD BOOK II』(12CD:SRCL 8700~11)の中の一枚、アナログ盤の内容をリイシュー。初CD化。                                                                                                   |

#### 書籍
1. ↑  『オリコン・チャートブック LP編 昭和45年 - 平成1年』オリジナル・コンフィデンス、1990年、98頁。ISBN 4871310256。
2. 1 2 3  『NIAGARA CM SPECIAL』（12cmCD）NIAGARA CM STARS、NIAGARA ⁄ Sony Music Records、2005年。SRCL 3215。
3. ↑  萩原健太「特集 大滝詠一/ナイアガラ・CMスペシャル」『レコード・コレクターズ』第26巻第4号、株式会社ミュージック・マガジン、2007年4月1日、76-87頁、JANコード 4910196370473。「『CMスペシャル』30周年記念盤・全曲ガイド」

#### その他
1. ↑  “Niagara CM Stars「NIAGARA CM SPECIAL Vol.1」” (日本語). www.apple.com.   Apple Inc. (2014年3月19日). 2018年3月7日閲覧。
2. ↑  “Niagara CM Stars／NIAGARA CM SPECIAL Vol.1”. mora.   株式会社レーベルゲート (2014年3月19日). 2018年3月7日閲覧。
3. ↑  “『NIAGARA CM SPECIAL Vol.1』Niagara CM Stars”. レコチョク.   株式会社レコチョク (2014年3月19日). 2018年3月7日閲覧。
4. ↑  “Niagara CM Stars「NIAGARA CM SPECIAL Vol.1」”. music.jp.  株式会社エムティーアイ (2014年3月19日). 2018年3月7日閲覧。
5. ↑  “NIAGARA CM SPECIAL Vol.1” (日本語). Amazon.co.jp.  Amazon.com, Inc. (2014年3月19日). 2018年3月7日閲覧。